# Nilus
Nilus là một chi nhện trong họ Pisauridae.

## Các loài
- Nilus albocinctus (Doleschall, 1859) – India to Philippines
- Nilus curtus O. Pickard-Cambridge, 1876 (type) – Africa
- Nilus decorata (Patel & Reddy, 1990) – India
- Nilus esimoni (Sierwald, 1984) – Madagascar
- Nilus jayakari (F. O. Pickard-Cambridge, 1898) – Oman
- Nilus kolosvaryi (Caporiacco, 1947) – Central, East, Southern Africa
- Nilus leoninus (Strand, 1916) – Madagascar
- Nilus majungensis (Strand, 1907) – Mayotte, Madagascar
- Nilus margaritatus (Pocock, 1898) – Central, South Africa
- Nilus massajae (Pavesi, 1883) – Africa
- Nilus paralbocinctus (Zhang, Zhu & Song, 2004) – China, Laos
- Nilus phipsoni (F. O. Pickard-Cambridge, 1898) – India to China, Indonesia
- Nilus pictus (Simon, 1898) – West, Central Africa
- Nilus pseudoalbocinctus (Sen, Saha & Raychaudhuri, 2010) – India
- Nilus pseudojuvenilis (Sierwald, 1987) – Mozambique
- Nilus radiatolineatus (Strand, 1906) – Africa
- Nilus rossi (Pocock, 1902) – Central, South Africa
- Nilus rubromaculatus (Thorell, 1899) – West, Central Africa

## Hình ảnh

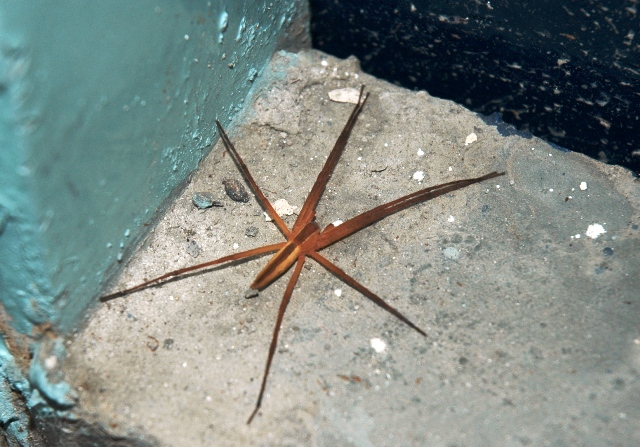
Nilus albocinctus